# مردوخ‌بعل‌ذریه

مردوخ‌بـِعل‌ذِریه (Marduk-bēl-zēri)، پادشاه بابل که پس از نینورتا-اپل-؟ به حکومت رسید و به‌طور بسیار تقریبی از حدود ۷۹۰ تا حدود ۷۸۰ پیش از میلاد حکمرانی کرد. او از پادشاهان سلالهٔ نهم بابل است. نام او در قسمتی از فهرست همزمانی پادشاهان به صورت مردوک-[بل - بعل]-؟ نوشته شده‌است  . 

## دوران سلطنت
وی یکی از پادشاهان کم‌شناخته‌شده، بابل است که در دورهٔ هرج و مرج و اغتشاش که پس از تجاوزات شمشی-آداد پنجم به وجود آمد، حکومت کرده‌است. پس از وی مردوخ‌پلسر به حکومت رسید و بعد از او هم اریبا-مردوک که این آخرین پادشاه توانسته پس از سال‌ها هرج و مرج و آشوب و اغتشاش، دوباره نظم و نظام را به بابل بازگرداند.
معنای نام او یعنی مردوخ، سرور نوادگان است. در این نام، مردوخ نام یک ایزد است، بــِعل یا بل، صورت شرقی نام ایزد بَعل و به معنی سرور است و ذِریه، هم ریشه با ذُریه عربی به معنای نوادگان می‌باشد.